# Tlacotla
Tlacotla är en ort i Mexiko.   Den ligger i kommunen Xalpatláhuac och delstaten Guerrero, i den sydöstra delen av landet, 220 km söder om huvudstaden Mexico City. Tlacotla ligger 1 777 meter över havet och antalet invånare är 286.
Terrängen runt Tlacotla är huvudsakligen kuperad. Tlacotla ligger uppe på en höjd. Runt Tlacotla är det ganska tätbefolkat, med 86 invånare per kvadratkilometer. Närmaste större samhälle är Tlapa de Comonfort, 7,8 km norr om Tlacotla. I omgivningarna runt Tlacotla växer huvudsakligen savannskog.